# Frank Willems
Frank Willems is een Nederlands beeldend kunstenaar uit 's-Hertogenbosch. Hij werkt in uiteenlopende media, waaronder schilderkunst, installaties en muurschilderingen. Zijn stijl wordt vaak omschreven als een combinatie van popart, straatkunst en conceptuele kunst. Zijn werk wordt zowel in Nederland als internationaal tentoongesteld.

## Biografie
Willems groeide op in 's-Hertogenbosch. Na een periode als ontwerper en creatieve ondernemer richtte hij zich volledig op de beeldende kunst. Zijn oeuvre wordt gekenmerkt door heldere kleuren, humor en een directe beeldtaal. Hij verweeft in zijn werk maatschappelijke thema’s zoals consumptie, gedrag en stedelijke dynamiek.

## Stijl en thematiek
Willems combineert technieken uit de popart met invloeden uit de streetart en neo-expressionisme. Tekstfragmenten, iconische objecten en humoristische details vormen vaak de basis. In installaties en muurschilderingen betrekt hij de omgeving en het publiek nadrukkelijk.

## Tentoonstellingen

### Selectie solo- en groepsexposities 2021–2025
- 2025 – REVELATOR Amsterdam, Westermarkt 4, Amsterdam, Nederland. Met o.a. Laser 3.14 en YorkOne.[4]
- 2025 – KunstRai – WOW by Rob Malasch, RAI Amsterdam, Nederland. Met o.a. Andy Warhol en Laser 3.14.[4]
- 2025 – UNKNOWN ZAANDAM, UNKnowN, Zaandam, Nederland. Met o.a. Laser 3.14 en Perishable Rush.[4]
- 2025 – GRABBELTON, The Grey Space, Den Haag, Nederland. Met o.a. Bas Kosters.[4]
- 2024–2025 – KALEIDOSCOPE, UNKnowN Art Gallery, Amsterdam, Nederland.[4]
- 2023–2024 – Singulart × Adeas Interior Design, Westlake, Ohio, Verenigde Staten.[4]
- 2023–2024 – Art in Duketown, Den Bosch, Nederland. Met o.a. Laser 3.14 en Perishable Rush.[4]
- 2022–2024 – Minimalistix, Berlijn, Duitsland.[4]
- 2023 – Work it out! Duketown Edition, Den Bosch, Nederland. Met Streetart Frankey en Laser 3.14.[4]
- 2023 – Minimalistix Pop-Up Gallery, Berlijn, Duitsland.[4]
- 2023 – KunstRai – Serieuze Zaken by Rob Malasch, RAI Amsterdam, Nederland.[4]
- 2023 – Artist in Residence Exhibition, Sofitel Legend The Grand, Amsterdam, Nederland.[4]
- 2021 – Work It Out!, Serieuze Zaken by Rob Malasch, Amsterdam, Nederland. Met Streetart Frankey en Laser 3.14[4]
- 2021 – KunstRai – Serieuze Zaken by Rob Malasch, RAI Amsterdam, Nederland. Met Streetart Frankey en Laser 3.14[4]

## Projecten
- Act Like a Monkey – Multimediaal project waarin menselijk gedrag wordt gespiegeld aan apengedrag.[5]
- It Started With a Book – Kunstwerk geïnspireerd door literatuur als startpunt.[6]
- Coffee To Go – Werk waarin koffie als alledaags ritueel wordt verbeeld.[7]
- Anthill – Installatie gebaseerd op de structuur en samenwerking van mieren.[8]
- Monkey Says Clean Up Your Mess – Straatkunstproject met milieuboodschap.[9]
- Mural Skatepark Oosterplas – Muurschildering in skatepark in ’s-Hertogenbosch.[10]
- Fernsehturm – Kunstwerk geïnspireerd door de iconische televisietoren van Berlijn.[11]

## Media en publicaties
- RKD-Nederlands Instituut voor Kunstgeschiedenis: 370975